# Saint-Romain (Charente)
Saint-Romain è un comune francese di 513 abitanti situato nel dipartimento della Charente, nella regione della Nuova Aquitania.

## Storia

### Simboli
Lo stemma è stato adottato il 18 giugno 2025.
Saint-Romain dipendeva dal marchesato di Aubeterre, precedentemente una viscontea, che fu elevata a marchesato nel 1620 da François d'Esparbès de Lussan, governatore della città di Blaye, siniscalco dell'Agenais e del Condomois, e poi maresciallo di Francia. La famiglia Esparbès de Lussan portava uno scudo d'argento, alla fascia di rosso, accompagnata da tre merle di nero che ritroviamo nel primo quarto dello stemma del comune. L'anfora ricorda la storia antica e l'occupazione romana testimoniata da numerosi ritrovamenti di manufatti in ceramica di epoca gallo-romana. Il ramo di castagno e la civetta rappresentano la flora e la fauna locali.

## Società

### Evoluzione demografica
Abitanti censiti